# Pierre runique de Tyresta
 (signalé en mai 2025).
Si vous disposez d'ouvrages ou d'articles de référence ou si vous connaissez des sites web de qualité traitant du thème abordé ici, merci de compléter l'article en donnant les références utiles à sa vérifiabilité et en les liant à la section « Notes et références ».
- Archive Wikiwix
- Bing
- Cairn
- DuckDuckGo
- E. Universalis
- Gallica
- Google
- G. Books
- G. News
- G. Scholar
- Persée
- Qwant
- (zh) Baidu
- (ru) Yandex
- (wd) trouver des œuvres sur Wikidata

La pierre runique de Tyresta (Rundata Sö 270) est une pierre runique située à Tyresta by, dans la commune de Haninge du comté de Stockholm, en Suède.

## Description
La pierre runique de Tyresta est gravée directement sur la surface d'une roche en gneiss. Les runes sont inscrites dans un serpent, avec une croix chrétienne surmontée d'un coq au milieu.
Texte original
- Farbjǫrn/Freybjǫrn lét hǫggva stein at Háulf, son si[nn]. Halfdan hjó rúnar.

Traduction
- Farbjǫrn/Freybjǫrn a fait tailler la pierre à la mémoire de Háulfr, son fils. Halfdan tailla les runes.

## Analyse
Il s'agit de la seule pierre runique connue signée par Halfdan, bien que plusieurs autres pierres de la région lui soient attribuées pour des raisons stylistiques.